# Katalpa trubačovitá 'Aurea'

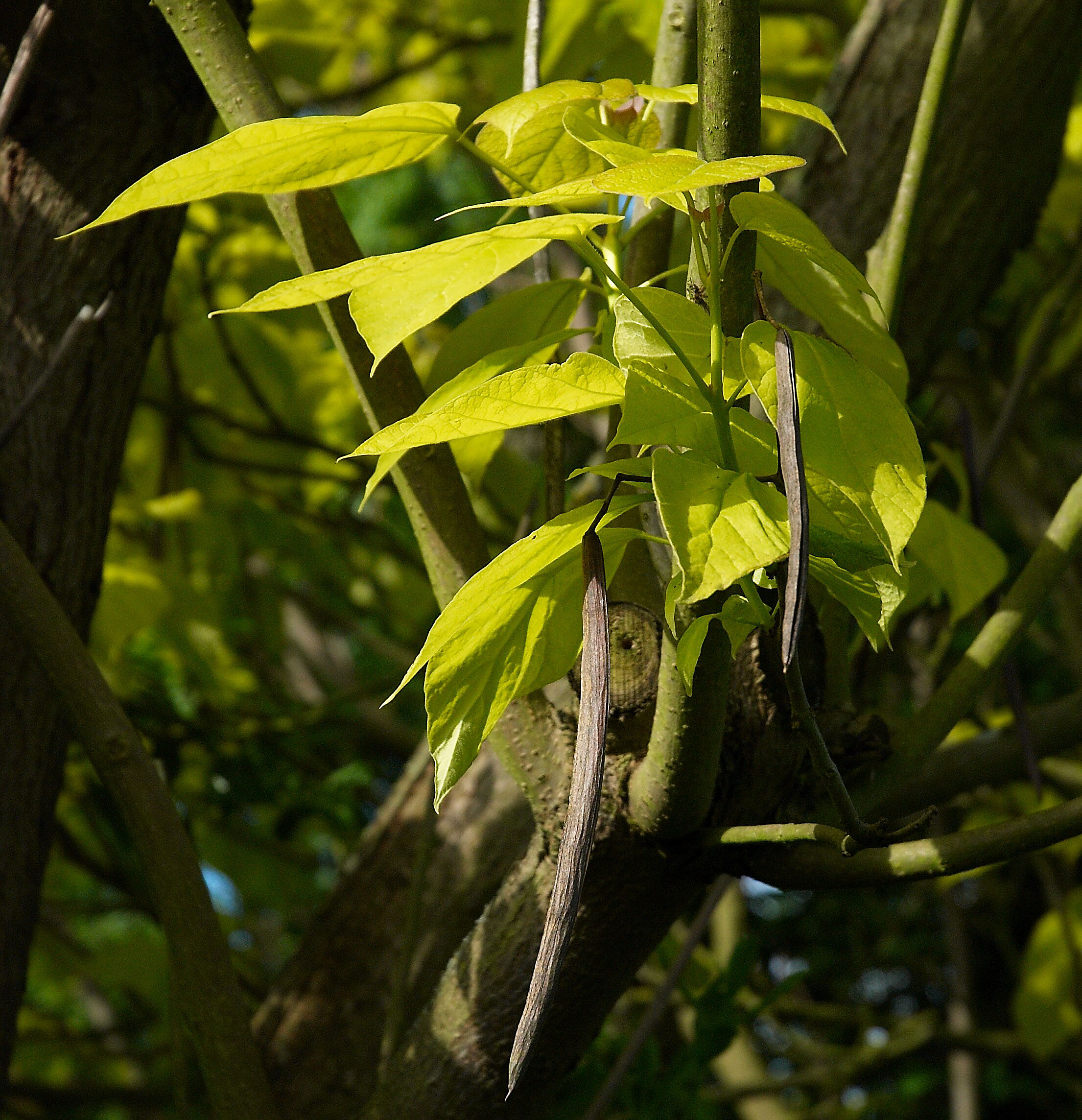
Katalpa trubačovitá 'Aurea'

Katalpa trubačovitá 'Aurea' je listnatá opadavá dřevina, kultivar druhu katalpa trubačovitá (Catalpa bignonioides). Dekorativní efekt vyvolávají velké listy, srdčitého tvaru, zbarvené na jaře žlutozeleně. Tato odrůda je také dekorativní květy a plody.

## Popis
Jde o keř nebo na kmen roubovaný strom s velkými srdčitě vejčitými listy exotického vzhledu. Dřevina dorůstá výšky 2–8 m. Světlá textura olistěné koruny může působit z blízka až řídkým, světlým, příjemně svěžím dojmem. Vystoupavé větve jsou často v mládí ojíněné. Tenká borka má světle hnědou barvu a je v mládí celkem tenká. Při manipulaci v materiálem v okolí, nebo při nešetrné dopravě rostlin k výsadbě snadno může dojít k rozsáhlému poškození kmene nebo větví. Ve stáří je borka ztlustlá a hluboce zbrázděná, odlupuje se v šupinách.
Listy jsou 10–25 cm dlouhé, zašpičatělé a zpravidla celokrajné. Na rubu jsou listy krátce chlupaté. Listy jsou na stromech dlouho do zimy (V–XI).
Kvete v květnu až červnu množstvím trubkovitých/zvonkovitých květů. Květy jsou uspořádány v 20–30 cm vysokých latách. Plodem je nápadný tmavě hnědý lusk se semeny. Dřevina je dlouhověká.
Katalpa je v zemi dobře ukotvena, ve stáří ztlustlými, silnými kořeny.

## Použití
Je vhodná jako solitéra, hodí se pro pěstování v alejích, v zahradách a parcích.

## Pěstování
Podzimní údržba je méně nákladnější a složitější než u srovnatelných druhů.

### Zálivka
Zalévat první rok po výsadbě je doporučeno pravidelně každý týden, avšak podle potřeby, tak aby nedošlo k přemokření nebo aby strom v kritickém období po výsadbě neuschnul. Katalpa snáší lépe sucho, než mokro. Mladé rostliny, zejména na podzim, nemají být příliš zalévány, aby kořeny a zimou ohrožené letorosty do podzimu co nejvíce vyzrály. Části rostliny, které jsou dužnaté a křehké, totiž mráz snadno poničí.

### Přihnojování
Přihnojování dusíkatými hnojivy během vegetace má být ukončeno na konci července. Přihnojovat lze mladší jedince po výsadbě, výsledky nebudou však příliš patrné, protože katalpa v mládí slabě roste. Přihnojovat lze během jarních měsíců komplexními hnojivy a nejlépe kapalnými hnojivy aplikovanými na list. V pozdějších letech po výsadbě je přihnojování bezvýznamné. Pokud rostlina trpí chlorózou lze aplikovat postřik a zálivku chelátovým železem, avšak je pravděpodobné, že příčinou poruchy je spíše převlhčení než nedostatek mikroprvků.

### Výsadba
S ohledem na nebezpečí namrzání u mladých rostlin se doporučuje spíše jarní výsadba. Přesazují a vysazují se mladší rostliny, starší jedinci, podobně jako starší lidé, přesazování nesnášejí dobře. Proto je velmi důležitý výběr vhodného stanoviště. Je ovšem velmi žádoucí vysadit rostlinu co nejdříve.

### Řez
Odborná literatura uvádí, že stromy po řezu dobře obrůstají, ale řez je u katalp prováděn spíše výjimečně, obvykle jsou odstraňovány jen suché a poškozené větve. Nedoporučuje se odstraňovat více než jednu třetinu koruny najednou. Rány jsou zamazávány bílým, nebo aspoň světlým latexem, nebo balakrylem.

### Choroby a škůdci
Přestože je katalpa mírně jedovatá a obsahuje alkaloidy, kořeny mohou být poškozeny od myší. V zemích původu jsou napadány bodavým hmyzem vylučujícím medovici a mšicemi. Jsou popisovány i malé můry nazývané "whiteflies", nebo "Catalpa Sphinx moth" přenášejícími viry a antraknózu, nebo žlutavé skvrny způsobené bakteriózami. Oslabení jedinci v našich podmínkách mohou být ve vlhkém prostředí na listech napadeni plísněmi.

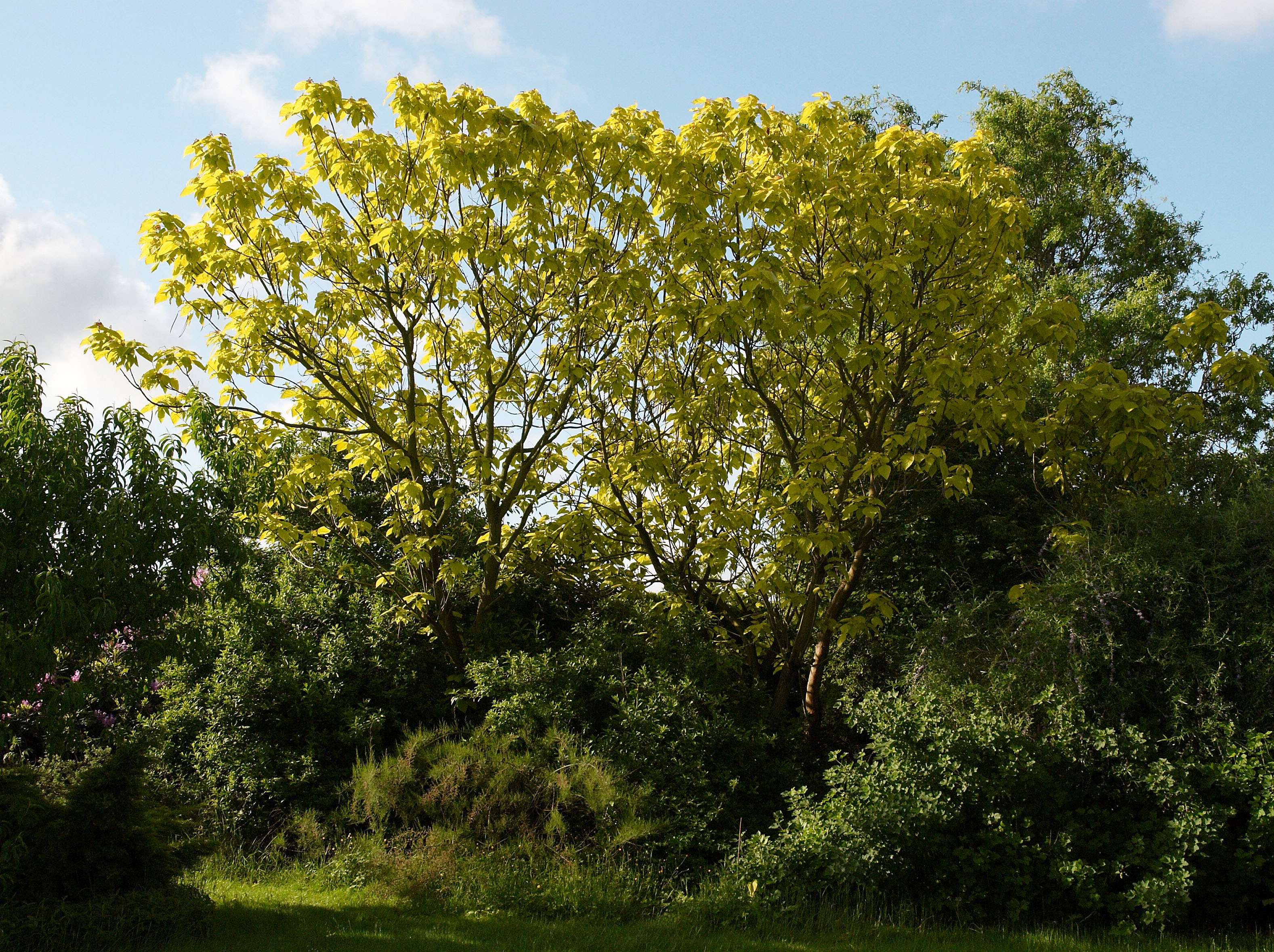
Habitus – strom.
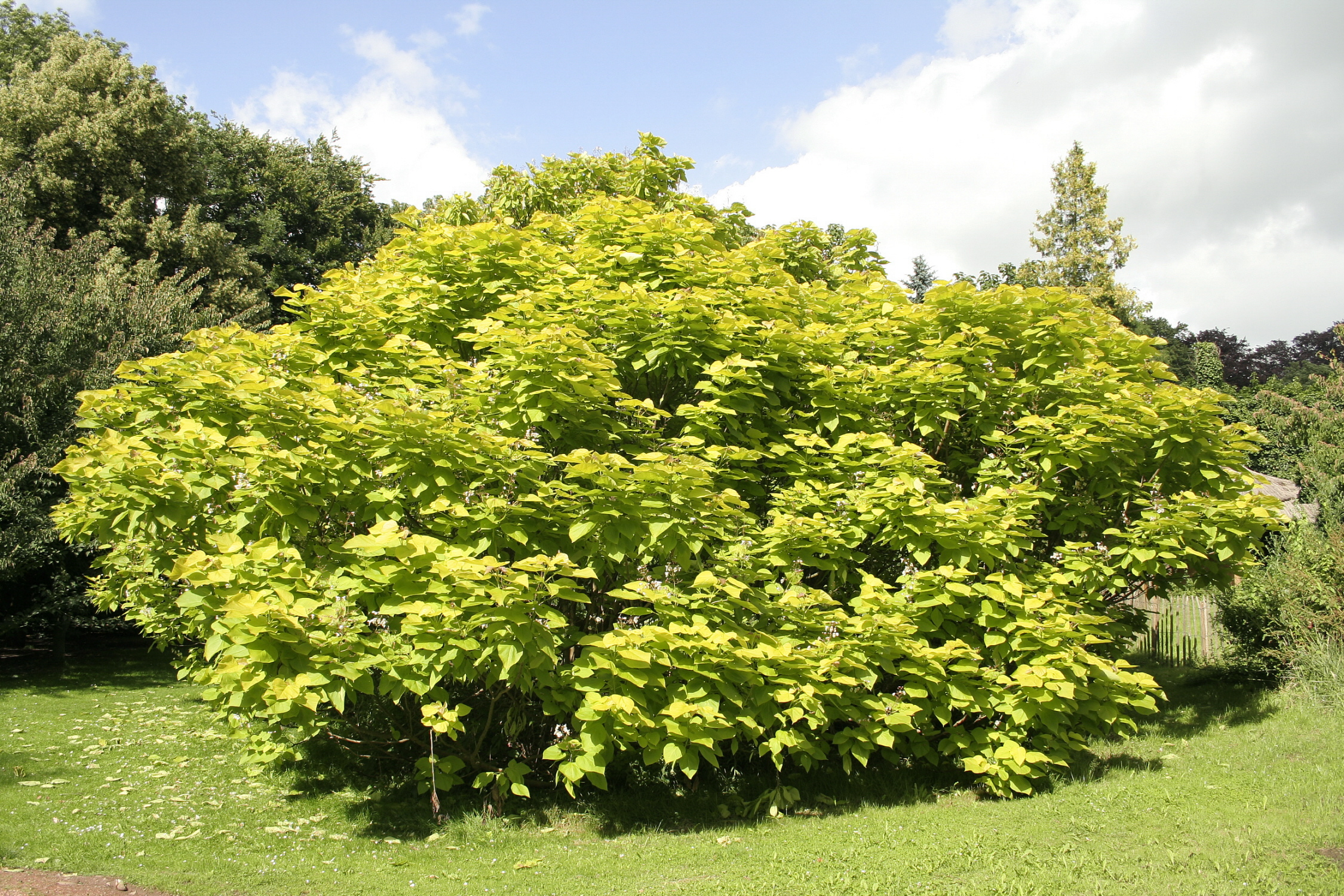
Habitus keř.
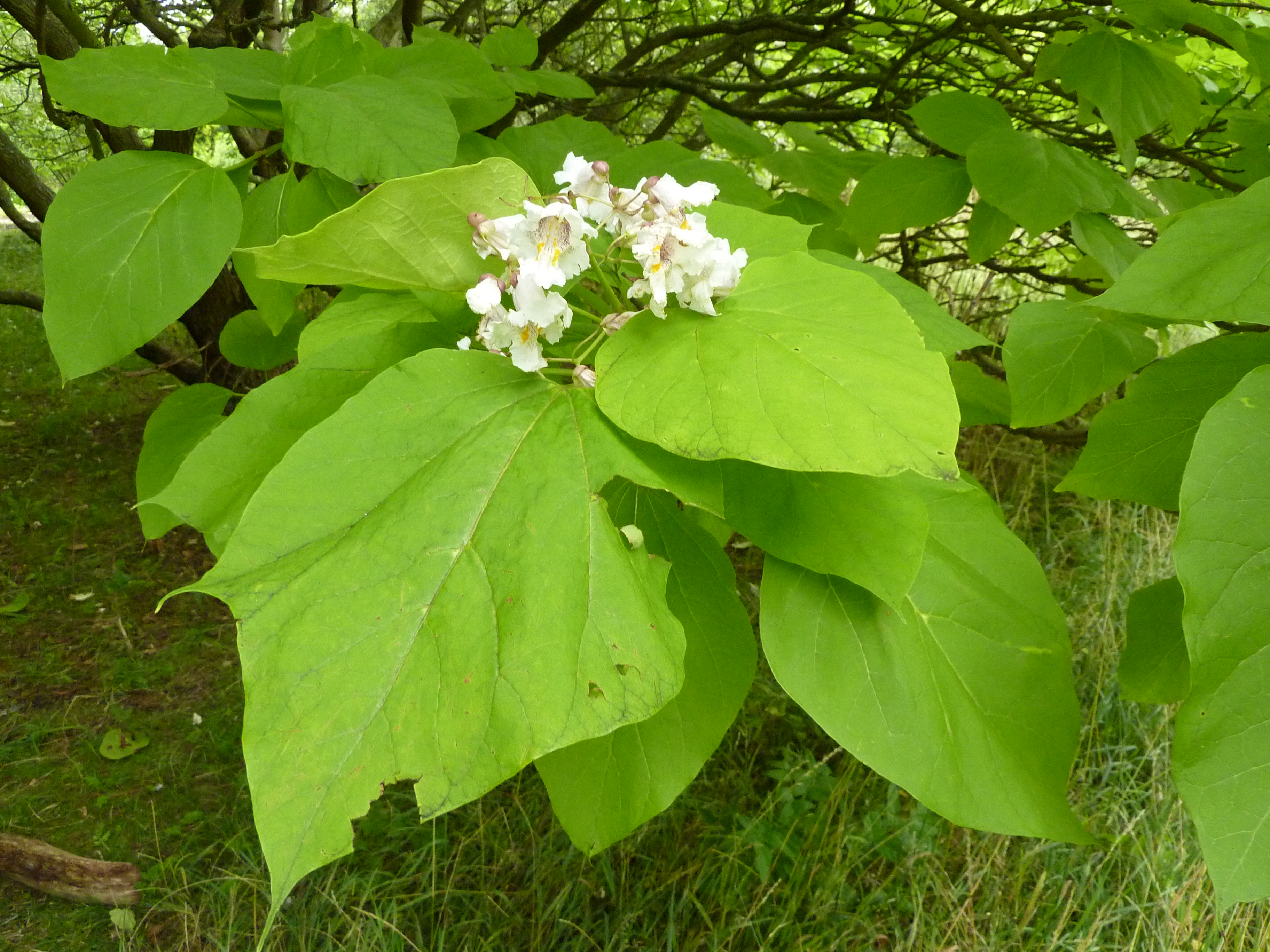
List a květ.